# Большое Кузьмино (Пушкин)
Большое Кузьмино — упразднённая деревня, располагавшаяся в XVIII—XX веках на берегу реки Кузьминка. Ныне на территории города Пушкина, застроенной жилыми кварталами, примыкающими к Буферному парку.

## История
Само поселение было создано по приказу Петра I из крестьян Суздальских владений. Прежде на этих землях располагались «рассеянные хижины маймистов», то есть финских лютеран, которые в эпоху шведского владычества были приписаны к Пулковской мызе.
На западе пахотные земли доходили до территории Александровского парка. На юге Большое Кузьмино граничило с Царским Селом по Египетским воротам, которые также именовались Кузьминскими воротами.
В 1795 году пожар в деревне привел к тому, что часть крестьян построила свои дома выше по течению Кузьминки, положив начало деревне Редкое Кузьмино.
В годы Гражданской войны Большое Кузьмино упоминается в мемуарах генерала Краснова. В годы Второй мировой войны в районе деревни проходила линия фронта, где располагались позиции 55-й армии.

## Топонимия
По Большому Кузьмину называется Кузьминское шоссе, которое идет от Петербургского шоссе (в створе Ленинградской улицы) до Волхонского шоссе в посёлке Александровская, а также Кузьминское кладбище (Пушкин).
Ранее часть современной Дворцовой улицы в Пушкине, а именно от Малой улицы до Октябрьского бульвара, имела название Кузьминская улица.
Рассматривались проекты переименования находящейся поблизости станции 21 км в Кузьмино (в итоге в 2016 г. названа Детскосельская).